# Население Камеруна

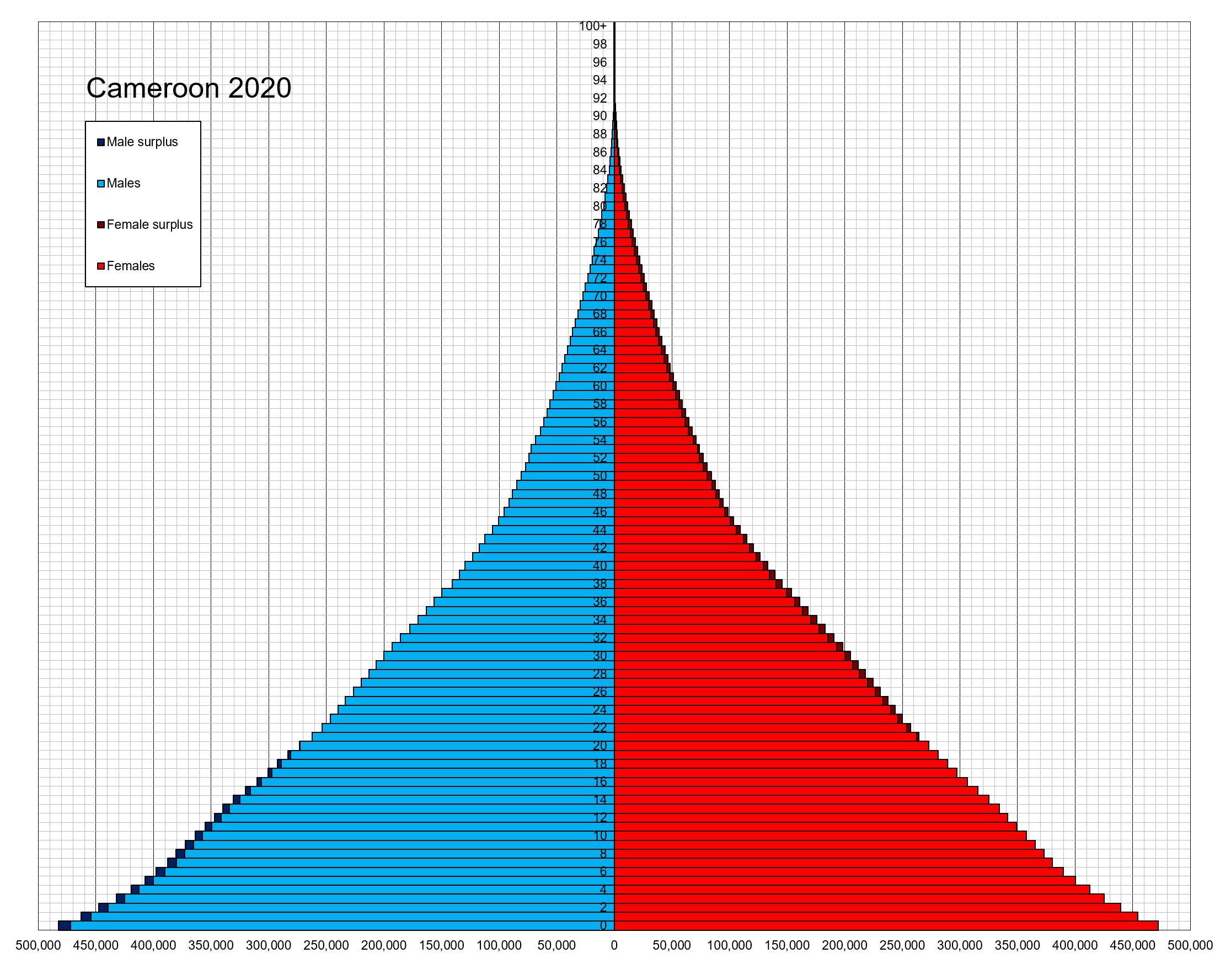
Возрастно-половая пирамида населения Камеруна на 2020 год

Население Камеруна — совокупность и демографические характеристики жителей, населяющих территорию Камеруна.

## Характеристики
Численность населения — 18,9 млн (оценка на июль 2009).
Годовой прирост — 2,2 %.
Средняя продолжительность жизни — 56 года у мужчин, 59 лет у женщин.
Заражённость вирусом иммунодефицита (ВИЧ) — 5,1 % (оценка на 2007 год).
В стране насчитывается около 250 этнических групп. Наиболее крупные — фанг (21 %), бамилеке (19 %), дуала (11 %), фульбе (10 %), тикар (7 %).
Официальные языки — французский и английский.
Религии — 40 % аборигенные культы, 40 % христиане, 20 % мусульмане.
Грамотность — 77 % мужчин, 60 % женщин.
Гаплогруппа R1b (Y-ДНК) найдена у одной изолированной популяции, среди коренного населения северного Камеруна; как полагают, эта подгруппа возникла как результат доисторического перемещения древнего евразийского населения обратно в Африку.
Англоязычных камерунцев — 3 521 900 человек.

## Население Камеруна
| Год            | Население  |
| -------------- | ---------- |
| 1              | 600 000    |
| 1500           | 3 000 000  |
| 1700           | 2 800 000  |
| 1750           | 2 830 000  |
| 1800           | 3 000 000  |
| 1850           | 2 931 000  |
| 1900           | 2 629 000  |
| 1930           | 3 102 000  |
| 1940           | 3 722 000  |
| 1950           | 4 466 000  |
| 1960           | 5 302 000  |
| 1970           | 6 631 000  |
| 1980           | 8 653 000  |
| 1990           | 11 524 000 |
| 2000           | 15 421 900 |
| 2010           | 19 988 000 |
| 2030 (прогноз) | 27 879 000 |
| 2100 (прогноз) | 75 154 000 |

## 5 крупнейших городов (2010)
1. Дуала — 2 132 000
2. Яунде — 1 812 000
3. Гаруа — 573 000
4. Баменда — 546 000
5. Маруа — 437 000